# Asientos por kilómetro ofrecidos
Asientos por kilómetro ofrecidos o AKO es un término utilizado en el transporte aéreo para referirse al número de asientos que una compañía aérea pone a disposición por cada kilómetro que un avión de esta recorre. Esta relación permite comparar la capacidad ofertada por una compañía de forma que sea posible compararla con las de otras aerolíneas.

## Aplicaciones
Esta relación se utiliza en el cálculo del coste total por asiento y kilómetro que tiene que afrontar una compañía, CAKO:
{\displaystyle {CAKO}={Coste \over AKO}}